# لو لافي
لو لافي (بالإنجليزية: Lou Levy)‏ هو ناشر أمريكي، ولد في 3 ديسمبر 1910، وتوفي في 31 أكتوبر 1995.